# Вільям Матені
Вільям Матені (англ. William Matheny; нар. 10 серпня 1984, Маннінгтон, Західна Вірджинія, США) — американський кантрі/рок-співак, автор пісень, автор-виконавець. Був мультиінструменталістом гурту Southeast Engine, наразі клавішник та гітарист гурту Paranoid Style. Його музичний стиль порівнюють із Elvis Costello, Nick Lowe, Marshall Crenshaw та Jonathan Richman з гурту The Modern Lovers.

## Дискографія

### як Вільям Матені
- Billy Matheny (випущений незалежно, 2004)[2]
- Born of Frustration (випущений незалежно, 2006)[3]

### із Southeast Engine
- Canary (Misra Records, 2011)[4]
- Canaanville (Misra Records, 2012)[5][6]

### із The Paranoid Style
- The Power of Our Proven System (Misra Records, 2013)[7]
- The Purposes of Music in General (Misra Records, 2013)[8]
- Rock & Roll Just Can’t Recall (Battle Worldwide Recordings, 2015)[8]
- Rolling Disclosure (Bar/None Records, 2016)[9]
- Underworld U.S.A. (Bar/None Records, 2017)[10]

### як Вільям Матені
- Blood Moon Singer EP (випущений незалежно, 2016)
- Strange Constellations (Misra Records, 2017)[11]
- Moon Over Kenova (Misra Records, 2018)[12]
- Flashes & Cables/Christian Name 7" (Misra Records, 2018)[13]